# DNK-3-metiladeninska glikozilaza II
DNK-3-metiladeninska glikozilaza II (EC 3.2.2.21, dezoksiribonukleatna 3-metiladeninska glikozidaza II, 3-metiladeninska DNK glikozilaza II, DNK-3-metiladeninska glikozidaza II, AlkA) je enzim sa sistematskim imenom glikohidrolaza alkilisane DNK (otpuštanje metiladenina i metilguanina). Ovaj enzim katalizuje sledeću hemijsku reakciju
hidroliza alkilisane DNK uz oslobađanje 3-metiladenina, 3-metilguanina, 7-metilguanina i 7-metiladenina
Ovaj enzim učestvuje u uklanjanju alkilisanih baza sa DNK kod Escherichia coli.

## Literatura
- Nicholas C. Price; Lewis Stevens (1999). Fundamentals of Enzymology: The Cell and Molecular Biology of Catalytic Proteins (Third изд.). USA: Oxford University Press. ISBN 019850229X.
- Eric J. Toone (2006). Advances in Enzymology and Related Areas of Molecular Biology, Protein Evolution (Volume 75 изд.). Wiley-Interscience. ISBN 0471205036.
- Branden C; Tooze J. Introduction to Protein Structure. New York, NY: Garland Publishing. ISBN 0-8153-2305-0.
- Irwin H. Segel. Enzyme Kinetics: Behavior and Analysis of Rapid Equilibrium and Steady-State Enzyme Systems (Book 44 изд.). Wiley Classics Library. ISBN 0471303097.

## Spoljašnje veze
- DNA-3-methyladenine+glycosylase+II на 